# Jiwei (köpinghuvudort i Kina, Hunan Sheng, lat 28,33, long 109,42)
Jiwei (kinesiska: 吉卫, 吉卫镇) är en köpinghuvudort i Kina. Den ligger i provinsen Hunan, i den södra delen av landet, omkring 350 kilometer väster om provinshuvudstaden Changsha. Antalet invånare är 15 731. Befolkningen består av 7 678 kvinnor och 8 053 män. Barn under 15 år utgör 24,0 %, vuxna 15-64 år 65 %, och äldre över 65 år 10,0 %.
Runt Jiwei är det ganska tätbefolkat, med 199 invånare per kvadratkilometer. Närmaste större samhälle är Minle, 13,0 km väster om Jiwei. I omgivningarna runt Jiwei växer huvudsakligen savannskog.
Genomsnittlig årsnederbörd är 1 719 millimeter. Den regnigaste månaden är maj, med i genomsnitt 303 mm nederbörd, och den torraste är december, med 32 mm nederbörd.